# Regroupement des services d'archives privées agréés du Québec
Le Regroupement des services d'archives privées agréés du Québec (RSAPAQ) est une association regroupant les services d'archives privées agréé du Québec (SAPA). Fondé en 2000, le RSAPAQ assure la mise en commun des ressources des SAPA. Il vise à faciliter la communication entre les services et à les représenter lors des discussions avec Bibliothèque et Archives nationales du Québec et divers paliers de gouvernement. 
Les services d’archives privées agréés (SAPA) sont des organismes reconnus et soutenus par Bibliothèque et Archives nationales du Québec. Répartis dans toutes les régions du Québec, ils conservent et rendent accessibles à la population les archives historiques québécoises. Le RSAPAQ représente uniquement les centres d'archives possédant cet agrément. En 2023, le regroupement rassemble 41 SAPA. Le RSAPAQ travaille notamment à faire valoir les enjeux de financements de ses membres. 

## Membres institutionnels
| - Société d'histoire d'Amos - Société d'histoire et de généalogie de Val-d'Or - Société d'histoire du Témiscamingue - Société historique de Rivière-du-Loup - Société d’histoire et de généalogie de la Côte-du-Sud - Corporation du Centre d'archives régional de Charlevoix - Centre d'archives régional de Portneuf - Monastère des Augustines - Musée de la civilisation - Centre d'archives de la région de Thetford - Société du patrimoine des Beaucerons - Ville de Lévis (Service des arts et de la culture) - Société d’histoire de Drummond - Séminaire de Nicolet (centre d'archives) - Société historique de la Côte-Nord - Centre d'archives Mgr-Antoine-Racine - Centre de ressources pour l'étude des Cantons-de-l'Est - Université Bishop's - Musée d'histoire de Sherbrooke - Société d'histoire de la Haute-Yamaska | - Société historique du Comté de Brome - Centre d'archives régional des Îles - Musée de la Gaspésie - Corporation du Centre régional d'archives de Lanaudière - Société d’histoire de Joliette De Lanaudière - Histoire et Archives Laurentides - Société d'histoire et de généalogie des Hautes-Laurentides - Centre d'archives de Laval - Association canadienne d'histoire ferroviaire - Centre d'archives de Vaudreuil-Soulanges - Centre d'histoire de Saint-Hyacinthe - Société historique Pierre-de-Saurel - Archives juives canadiennes Alex Dworkin - Centre Canadien d'architecture - Les Sœurs grises de Montréal - Musée McCord Stewart - Univers culturel de Saint-Sulpice - Société d'histoire de la Baie-James - Centre régional d'archives de l'Outaouais - Société d'histoire Domaine-du-Roy - Société d'histoire du Lac-Saint-Jean - Société historique du Saguenay |